# ワンノーイ郡
座標: 北緯14度13分36秒 東経100度42分55秒 / 北緯14.22667度 東経100.71528度
ワンノーイ郡（ワンノーイぐん）はタイ、アユタヤ県の郡（アムプー）の一つ。ワンノイ郡とも記述される。

## 歴史
郡は1907年アユタヤ県ウタイより分離し、ウタイノーイを新設した。1917年に郡となり、現在のワンノーイ郡に改称した。
ワンノーイの名称の起源には諸説あり、一説では「ワン」とは魚の群がる水辺のことであり、その場所を「ワンナーム、ワンプラー」と呼んだ事によるという説。もう一つの説では、タムボン・ラムサイ、ボーターロー、ワンノーイはバーンパイン郡から分離、編入された地域であるが、もともとはバーンパイン郡タムボン・プララーチャワンノーイと呼ばれていた。初めの音節の「ワン」はそこから来ており、次の「ノーイ」は昔の行政区名のウタイノーイから来ているという。また、ウタイノーイとは、初代郡長のラーマ6世氏族ブンヤーナン家のルワン・ウタイバムルンラットを意味するという説もある。

## 地理
隣接する郡は北から時計回りに、アユタヤ県ウタイ郡、サラブリー県ノーンケー郡、パトゥムターニー県ノーンスア郡、クローンルワン郡、アユタヤ県バーンパイン郡。
郡内の主要な河川は、チャメープ川、ワンチュラー川、ブンクラダーン川、サイ川。主な運河はバーンサーン運河、ワンカー運河、ボーターロー運河。

## 行政区分
郡内には10のタムボンがあり、さらにその下位に68の村（ムーバーン）がある。1つの自治体（テーサバーン）が設置されており、以下のようになっている。
- テーサバーンタムボン・ラムターサオ・・・タムボン・ラムターサオの全部と、タムボン・ボーターローとタムボン・ラムサイとタムボン・チャメープの一部。

また、郡内には10のタムボンが設置されている。以下は郡内のタムボンの一覧である。
1. タムボン・ラムターサオ・・・ตำบลลำตาเสา
2. タムボン・ボーターロー・・・ตำบลบ่อตาโล่
3. タムボン・ワンノーイ・・・ตำบลวังน้อย
4. タムボン・ラムサイ・・・ตำบลลำไทร
5. タムボン・サナップトゥップ・・・ตำบลสนับทึบ
6. タムボン・パヨーム・・・ตำบลพยอม
7. タムボン・ハンタパオ・・・ตำบลหันตะเภา
8. タムボン・ワンチュラー・・・ตำบลวังจุฬา
9. タムボン・カーオガーム・・・ตำบลข้าวงาม
10. タムボン・チャメープ・・・ตำบลชะแมบ

## 産業
郡はもともと米作や果樹栽培の行われていた農業地域であったが、現在では工業も盛んであり、タムボン・ワンチュラーとタムボン・チャメープには1998年からファクトリーランド・ワンノーイ工業団地が立地し、日系企業も入居している。

## 交通
郡内を通る主要道路は以下の通り。
- パホンヨーティン通り (国道1号線)
- 東部外環線 (カーンチャナーピセーク通り・首都高速道9号線)
- ローヂャナ通り (国道309号線)
- ラムルークカー=ワンノーイ通り (国道352号線)